# سيلين دوميرك
سيلين دوميرك (بالفرنسية: Céline Dumerc)‏ مواليد 9 يوليو 1982، هي لاعبة كرة سلة فرنسية. تلعب مع نادي بورجيز لكرة السلة للسيدات في الدوري الفرنسي لكرة السلة للسيدات. يبلغ طولها 5 قدم 7 بوصة (1.7 م). مثلت منتخب بلادها. شاركت في دورة الألعاب الأولمبية الصيفية سنة 2012.

## سجل المنافسة
شاركت في المنافسات التالية:
- الألعاب الأولمبية الصيفية 2012
- كأس العالم لكرة السلة للسيدات 2014

## الميداليات
| الميدالية | المسابقة                       |
| --------- | ------------------------------ |
| فضية      | الألعاب الأولمبية الصيفية 2012 |

## روابط خارجية
- سيلين دوميرك على موقع الاتحاد الدولي لكرة السلة (الإنجليزية)
- سيلين دوميرك على موقع الاتحاد الوطني لكرة السلة النسائية (الإنجليزية)
- سيلين دوميرك على موقع كرة السلة الأوروبية.كوم (الإنجليزية)
- سيلين دوميرك على موقع بروبوليرز (الإنجليزية)
- سيلين دوميرك على موقع سبورتس رفرنس (الإنجليزية)
- سيلين دوميرك على موقع سبورتس رفرنس (الإنجليزية)
- سيلين دوميرك على موقع اللجنة الأولمبية الدولية (الإنجليزية)
- سيلين دوميرك على موقع أوليمبيديا (الإنجليزية)
- سيلين دوميرك على موقع اللجنة الأولمبية الفرنسية (مؤرشف) (الفرنسية)